# A végzet asszonya (teleregény)
A végzet asszonya (eredeti cím : La Doña) 2016 és 2020 között vetített amerikai telenovella, amit José Vicente Spataro alkotott, a venezuelai Rómulo Gallegos Doña Bárbara című könyve alapján. A főbb szerepben Aracely Arámbula, David Chocarro, Danna Paola és Rebecca Jones látható.
A sorozat első részét a Telemundo.com oldalon 2016. november 24-én tették elérhetővé. Az amerikai Telemundoban az első részt 2016. november 29-én vetítették le, amit ott 1,85 millió ember nézett meg. A sorozat végére 1,71 millió néző volt kiváncsi. Magyarországon az Izaura TV mutatta be 2021. szeptember 1-én. Az első évadot 2016. november 29-e és 2017. május 1-e között vetítette a Telemundo, a másodikat pedig 2020. január 13-a és 2020. április 27-e között szintén a Telemundo vetítette. Magyarországon az első évadot az  Izaura TV sugározta 2021. szeptember 1-e és 2022. február 24-e között, a második évadot pedig 2022. február 25-e és 2022. június 24-e között vetítette szintén az Izaura TV. 
A sorozat Doña Altagracia Sandoval, egy gyönyörű, elegáns, sikeres nő történetét meséli el, akit a társadalom elismer, és egy nagy, építőipari termékek nagykereskedelmével foglalkozó üzlet tulajdonosa. Fiatal lányként két jelentős trauma érte – ezek árán lett ő a felejthetetlen „Doña” (magyar fordításban "Nagysága").

## Cselekmény

### 1.évad (2016–2017)
A sorozat Altagracia Sandoval (Aracely Arámbula) életét meséli el, egy nőét, akinek fájdalmas múltjával kell együtt élnie; ugyanis fiatalkorában meggyilkolták a szüleit és vőlegényét, őt pedig brutálisan megerőszakolta öt férfi, akik teljesen tönkre tették életét. Van egy lánya, Mónica (Danna Paola), akit elutasít, és akit születése után elhagyott. A jelenben Altagracia egy sikeres nő, aki egy építkezési vállalat tulajdonosa. A múltban megélt történések után egy könyörtelen és rideg nővé vált, aki kedve szerint használja a férfiakat céljai elérésére. Sosem szeretett bele senkibe, mindaddig, amíg megérkezett életébe Saúl Aguirre (David Chocarro), egy ügyvéd, aki a nők bántalmazása ellen harcol, és aki felhívja Altagracia figyelmét, ugyanis ő lesz az első férfi, akit nem félemlít meg a "Doña". Azonban felbukkan Mónica is, Altagracia lánya, aki szintén szerelmes lesz Saúlba, így anya és lánya, tudtukon kívül, ugyanazon férfibe szeretnek bele. Altagracia harcol Saúl szerelméért, emellett pedig megesküszik, hogy végezni fog az öt férfival, aki tönkre tette őt, egy idő után azonban választania kell a szerelem és a bosszú között...

### 2.évad (2020)
A félelmetes Nagysága, Altagracia Sandoval (Aracely Arámbula), mióta hirtelen eltűnt, csak egy legenda lett az ellenségei számára. A nő előbújik rejtekhelyéről, és visszatér Mexikóba, hogy megoldja egykori szerelme, Saul (David Chocarro) eltűnését. Mexikóban kénytelen lesz szembenézni a nyílt vádakkal, amelyeket elkerült, amikor elmenekült az országból, szembeszállni bosszúszomjas régi ellenségeivel, és szembeszállni egy bűnbandával, amely nőket gyilkol meg. Kétségbeesett keresése közben a számtalan akadály vár rá. Eközben Altagracia Leon Contreras (Carlos Ponce) segítségére támaszkodik, a férfira, aki megnyitja a szívét a szerelem lehetősége előtt.

## Szereplők

### 1.évad (2016–2017)
| Szereplő                   | Színész                                   | Magyar hang                              | Megjegyzés                                                                                                |
| -------------------------- | ----------------------------------------- | ---------------------------------------- | --- |
| Altagracia Sandoval Ramos  | Aracely Arámbula Paulina Matos (fiatalon) | Zakariás Éva Csifó Dorina (fiatalon)     | A Sandoval építőipari vállalat tulajdonosa.                                                               |
| Saúl José Aguirre          | David Chocarro                            | Király Attila                            | Ügyvéd, aki védi a megerőszakolt és bántalmazott nők jogait.                                              |
| Mónica Eulalia Hernández   | Danna Paola                               | Bogdányi Titanilla                       | Lazaro nevelt lánya, Altagracia valódi lánya.                                                             |
| Yesenia Sandoval           | Rebecca Jones                             | Kovács Nóra                              | Altagracia nagynénje.                                                                                     |
| Regina Sandoval Ramos      | Andrea Martí Estefanía Coppola (fiatalon) | Kisfalvi Krisztina Incze Sára (fiatalon) | Altagracia testvére, Isabela anyja.                                                                       |
| Isabela Sandoval           | Michelle Olvera                           | Pekár Adrienn                            | Altagracia unokahúga, Regina lánya.                                                                       |
| Felipe Valenzuela          | Carlos Torres                             | Pataki Ferenc                            | Altagracia ex-férje.                                                                                      |
| Daniel Llamas              | Diego Soldano                             | Lux Ádám                                 | A megerőszakolt nők alapítványának létrehozója és igazgatója, valamint a majmok bandájának egykori tagja. |
| Braulio Padilla            | José María Galeano                        | Papp Dániel                              | Altagracia jobbkeze és ügyvédje. Valeria férje, Diego apja.                                               |
| Valeria Puertas de Padilla | Daniela Bascopé                           | Kelemen Kata                             | Altagracia által manipulált korrupt bíró. Braulio felesége és Diego anyja.                                |
| Justino "Lopecito" López   | Mauricio Isaac                            | Szatmári Attila                          | Valeria alkalmazottja és Sául barátja.                                                                    |
| Diego Padilla Puertas      | Leo Deluglio                              | Czető Roland                             | Braulio és Valeria fia.                                                                                   |
| Lidya Corona               | Fátima Molina                             | Lamboni Anna                             | Mónica legjobb barátnője.                                                                                 |
| Azucena de Aguirre         | Gabriela Roel                             | Szórádi Erika                            | Saúl anyja.                                                                                               |
| Jaime Aguirre              | Rafael Sánchez Navarro                    | Csuha Lajos                              | Saúl apja.                                                                                                |
| Ximena Urdaneta            | Vanesa Restrepo                           | Sallai Nóra                              | Saúl barátnője.                                                                                           |
| Lázaro Hernández           | Odiseo Bichir                             | Jakab Csaba                              | Mónica nevelő apja.                                                                                       |
| Matamoros                  | Aquiles Cervantes                         | Tokaji Csaba                             | Altagracia testőre.                                                                                       |
| Karen "Carama" Velarde     | Mayra Sierra                              | Martin Adél                              | Veracruzi tiszt.                                                                                          |
| Miguel Preciado            | Juan Carlos Remolina                      | Czvetkó Sándor                           | Mauricio elhunyt testvére, a majmok bandájának egykori tagja.                                             |
| Alejandro Céspedes         | Manuel Blejerman                          | Sótonyi Gábor                            | Fernanda és Sebastian elhunyt apja, a majmok bandájának egykori tagja.                                    |
| Francisco Vega             | Esteban Soberanes                         | Barát Attila                             | Romelia elhunyt testvére, a majmok bandájának egykori tagja.                                              |
| Rafael Cabral              | Juan Ríos Cantú                           | Pál Tamás                                | Leticia férje és Emiliano apja, Don Alfonso fia.                                                          |
| Leticia de Cabral          | María del Carmen Félix                    | Pap Katalin                              | Rafael felesége és Emiliano anyja.                                                                        |
| Emiliano Cabral            | Mario Morán                               | Gacsal Ádám                              | Rafael és Leticia fia, valamint Don Alfonso unokája.                                                      |
| Magdalena Sánchez          | Simone Victoria                           | Farkas Zita                              | Aguirre család barátja.                                                                                   |
| Dr. Adolfo Mendoza         | Claudio Roca                              | Horváth-Töreki Gergely                   | Orvos, szerelmes Mónicaba.                                                                                |
| Jorge Moya                 | Gavo Figueira                             | Hám Bertalan                             | Az Aguirre család szomszédja és barátja.                                                                  |
| Gabino Domínguez           | Roberto Quijano                           | Renácz Zoltán                            | Rendőr, Mónica megszállotja.                                                                              |
| Elena de López             | Bárbara Méndez                            | F. Nagy Eszter                           | Justino felesége.                                                                                         |
| Guillermo Contreras        | René García                               | Holl Nándor                              | Yesenia barátja.                                                                                          |
| Margarita Vásquez          | Giselle Kuri                              | Mohácsi Nóra                             | Miguel Preciado megerőszakolta és elrabolta.                                                              |
| Marcos Beltrán             | Gonzalo Guzmán                            | Szentirmai Zsolt                         | Isabela párja.                                                                                            |
| Presa                      | Claudette Maillé                          | Nádasi Veronika                          | Mónica cellatársa.                                                                                        |
| César Otero                | Lion Bagnis                               | Ungvári Gergő                            | Altagracia első szerelme, majmok áldozata.                                                                |
| Dona Ramos de Sandoval     | Geraldine Zinat                           | Erdős Borcsa                             | Altagracia és Regina anyja, a majmok áldozata.                                                            |
| Don Sandoval               | Fabián Peña                               | Fehérváry Márton                         | Altagracia és Regina apja, a majmok áldozata.                                                             |

### 2.évad (2020)
| Szereplő                      | Színész                 | Magyar hang           | Megjegyzés |
| ----------------------------- | ----------------------- | --------------------- | --- |
| Altagracia Sandoval Ramos     | Aracely Arámbula        | Zakariás Éva          | A félelmetes La Dona, mióta hirtelen eltűnt, csak egy legenda lett az ellenségei számára. Előbújik rejtekhelyéről, és visszatér Mexikóba, hogy megoldja egykori szerelme, Saul eltűnését. |
| León Contreras                | Carlos Ponce            | Epres Attila          | Rendőr, Guillermo testvére. |
| José Luis Navarrete           | David Zepeda            | Varga Rókus           | A volt Sandoval cég tulajdonosa, Elonora férje, Lucho apja és Romélia szeretője. |
| Mónica Eulalia Hernández      | Danna Paola             | Bogdányi Titanilla    | Lazaro nevelt lánya, Altagracia valódi lánya. |
| Regina Sandoval Ramos         | Andrea Martí            | Kisfalvi Krisztina    | Altagracia testvére, Isabela anyja. Daniel párja. |
| Daniel Llamas                 | Diego Soldano           | Lux Ádám              | A megerőszakolt nők alapítványának létrehozója és igazgatója, valamint a majmok bandájának egykori tagja. Regina párja.                                                                   |
| Braulio Padilla               | José María Galeano      | Papp Dániel           | Altagracia fő ellensége, Felina szövetségese, Diego apja. |
| Eunice Lara "La Felina"       | Marisela González       | Zsigmond Tamara       | Altagracia üzlettársa, Braulio szövetségese, Alex anyja. |
| Romelia Vega                  | Kika Edgar              | Hámori Eszter         | Francisco testvére, José Luis szeretője, Lucho szövetségese. |
| Diego Padilla Puertas         | Leo Deluglio            | Czető Roland          | Braulio és Valeria fia. Lucho érzelmileg foglyul ejtette. |
| Luis "Lucho" Navarrete Rojas  | Bernardo Flores         | Baráth István         | Eleonora és Jose Luis fia. Los Arcoíris bandának tagja. |
| Noelia Molina                 | Paola Fernández         | Sipos Eszter Anna     | Hacker, aki bosszút akar állni nővére gyilkosain, a Los Arcoíris bandán. |
| Florencia Molina              | Patricia Reyes Spíndola | Zsurzs Kati           | Noelia anyja. |
| Eleonora Rojas de Navarrete   | Alejandra Barros        | Solecki Janka         | José Luis felesége és Lucho anyja. |
| Isabela Sandoval              | Paola Albo              | Pekár Adrienn         | Altagracia unokahúga, Regina lánya. Marcos, majd Lucho újdonsült szerelme. |
| Don Alfonso Cabral            | José Sefami             | Papp János            | Rafael apja és Emiliano nagyapja. |
| Don Manuel Padilla            | Luis Xavier             | Bácskai János         | Braulio apja és Diego nagyapja. |
| Fátima Escamilla de Contreras | Fernanda Borches        | Haffner Anikó         | León felesége, Ángel anyja. |
| Fernanda Céspedes             | Alexa Martín            | Dobó Enikő            | Alejandro lánya. |
| Karen "Carama" Velarde        | Mayra Sierra            | Martin Adél           | Veracruzi tiszt. Leon munkatársa. |
| Mauricio Preciado             | Alberto Casanova        | Gubányi György István | Miguel testvére. |
| Eduardo Pérez Urresti         | Agustín Argüello        | Pálmai Szabolcs       | Los Arcoíris banda egyik tagja. |
| Ángel Contreras Escamilla     | Diego Escalona          | Kovács András Bátor   | Fatima és León fia. |
| Fernando "Nando" Valle        | Cuauhtli Jiménez        | Juhász Zoltán         | Los Arcoíris banda másik tajga, Romélia által. |
| Sebastián Céspedes            | Rafael Ernesto          | Láng Balázs           | Alejandro fia. |
| Cisco                         | Christian Ramos         | Kádár-Szabó Bence     | Rendőr, Altagracia egyik bizalmasa. |
| Thiago                        | Leandro Lima            | Varga Gábor           | Altagracia Brazíliai szerelme. |

## Magyar változat
- Magyar szöveg: Seres Bernadett
- Hangmérnök: Sinka Dávid és Faragó Imre
- Vágó: Faragó Imre
- Gyártásvezető: Lajtai Erzsébet
- Szinkronrendező: Gazdik Katalin
- Szinkronstúdió: Masterfilm Digital
- Megrendelő: TV2 Csoport

## Évados áttekintés
| Évad | Évad | Epizódok száma | Eredeti sugárzás   | Eredeti sugárzás  | Eredeti sugárzás  | Magyar sugárzás     | Magyar sugárzás   | Magyar sugárzás |
| Évad | Évad | Epizódok száma | Évadpremier        | Évadfinálé        | Eredeti adó       | Évadpremier         | Évadfinálé        | Magyar adó      |
| ---- | ---- | -------------- | ------------------ | ----------------- | ----------------- | ------------------- | ----------------- | --------------- |
|      | 1.   | 120            | 2016. november 29. | 2017. május 1.    |                   | 2021. szeptember 1. | 2022. február 24. |                 |
|      | 2.   | 75             | 2020. január 13.   | 2020. április 27. | 2022. február 25. | 2022. június 24.    |                   |                 |

## Díjak és jelölések

### Premios tu mundo 2017
| Kategória                         | Jelölt                             | Eredmény |
| --------------------------------- | ---------------------------------- | -------- |
| Kedvenc sorozat                   | A végzet asszonya                  | Elnyerte |
| Kedvenc női főszereplő            | Aracely Arámbula                   | Elnyerte |
| Kedvenc férfi főszereplő          | David Chocarro                     | Jelölve  |
| A legjobb rosszfiú                | José María Galeano                 | Elnyerte |
| Kedvenc színész                   | Odiseo Bichir                      | Jelölve  |
| Kedvenc színésznő                 | Danna Paola                        | Jelölve  |
| A tökéletes pár                   | Aracely Arámbula és David Chocarro | Elnyerte |
| A legjobb színész balszerencsével | David Chocarro                     | Jelölve  |